# Samarkandský kúfský korán
Samarkandský kúfský korán je středověký rukopis koránu (mušaf) napsaný kúfským písmem na pergamenu. Je uložen v knihovně religiózního centra Chazrati Imam v uzbecké metropoli Taškentu. Bývá také nazýván Taškentský korán nebo Uthmánův korán.
Pochází ze sedmého až desátého století a patří k nejstarším a největším rukopisům koránu. Podle paleografického rozboru vznikl text v 8. až 9. století, radiokarbonová metoda datování ho zařadila s přesností na 95 % mezi roky 775 a 995. Islámská tradice ho označuje za jeden z šesti nejstarších exemplářů koránu, které nechal pořídit chalífa Uthmán ibn Affán. Někteří věřící tvrdí, že rukopis napsal chalífa osobně, dokonce jsou skvrny na některých stránkách považovány za jeho krev prolitou při atentátu.
Předpokládá se, že rukopis vznikl v Medíně a za vlády Alího byl přenesen do Kúfy. Zde se ho zmocnil při svých výbojích Tamerlán a věnoval ho mešitě Chodža Ahrar v Samarkandu. Po obsazení města ruskou armádou v roce 1868 se artefakt dostal do Ruské národní knihovny v Petrohradu. Zde jej prozkoumal orientalista Alexej Šebunin a byly pořízeny jeho faksimile. Po říjnové revoluci bylo rozhodnuto navrátit korán muslimům, takže byl převezen do Ufy a pak do Taškentu. Zde se rukopis stal exponátem Státního muzea uzbeckých dějin a po zániku Sovětského svazu byl předán muslimskému kléru, který jej uložil v medrese komplexu Chazrati Imam.
Kniha má rozměry 65×55 cm. Podle délky koránu se odhaduje, že rukopis měl původně asi sedm set listů. Zachovala se z nich asi třetina; většina se nachází v Taškentu, jednotlivé listy vlastní také Metropolitní muzeum umění v New Yorku, Aga Khan Museum v Torontu a Muzeum islámského umění v Dauhá.
Rukopis je pod ochranou UNESCO v rámci programu Paměť světa. Jeho význam je srovnatelný s Birminghamským rukopisem a rukopisem z Topkapi.